# NGC 3182
NGC 3182 је спирална галаксија у сазвежђу Велики медвед која се налази на NGC листи објеката дубоког неба.
Деклинација објекта је + 58° 12' 22" а ректасцензија 10h 19m 33,0s. Привидна величина (магнитуда) објекта NGC 3182 износи 12,0 а фотографска магнитуда 12,9. NGC 3182 је још познат и под ознакама UGC 5568, MCG 10-15-62, CGCG 290-27, PGC 30176.